# 單項式
数学上的單項式（英語：Monomial）是指只有一項的多項式。如{\displaystyle x^{2}}、{\displaystyle x}都是單項式。
單項式有兩種不同的定義：
1. 單項式，也稱為冪乘積，是各變數自然数幂次的乘積，也可以說是變數之間的乘積，變數可能會重複出現，例如{\displaystyle x^{2}yz^{3}=xxyzzz}即為單項式。常數{\displaystyle 1}也是單項式，等於空积，也等於{\displaystyle x^{0}}，{\displaystyle x}可以對應任意變數。若只考慮單變數{\displaystyle x}，則其單項式可能是{\displaystyle 1}或是{\displaystyle x}的幂次{\displaystyle x^{n}}，其中{\displaystyle n}為正整數。若考慮多個變數，如{\displaystyle x,y,z,}，每一個變數都可能有其幂次，因此單項式會是{\displaystyle x^{a}y^{b}z^{c}}，其中{\displaystyle a,b,c}是非負整數[註 1]。
2. 單項式也可以是上述定義的單項式，乘以一個非零的常數，稱為單項式的係數。第一種定義下的單項式是這種定義當中，係數為{\displaystyle 1}的特例。例如{\displaystyle -7x^{5}}和{\displaystyle (3-4i)x^{4}yz^{13}}都是單項式（第二例中，變數是{\displaystyle x,y,z,}，且其係數是复数）。

若在討論洛朗多項式和洛朗级数時，單項式的幂次可以是負數，若在討論皮瑟級數時，幂次可以是有理数。

## 二種定義的比較
在上述兩種定義中，單項式都是多項式中的子集，且具有乘法封閉性。
在文獻中這兩種定義都有出現，在許多應用中可以忽略這兩種定義之間的差異，這裡有些第一個定義，以及第二個定義的例子。在非正式的討論中不太需要區分其差異。一般是傾向使用範圍較廣的第二個定義。不過在研究多項式結構時，一般會需要用到第一個定義。例如在考慮多项式环的單項基函數，或是此一基底的単項式順序。
以下的「單項式」會以上述的第一個定義為準。

## 單項基函數
所有的多項式都是單項式的線性組合，因此形成多項式向量空间的基，稱為單項基函數（monomial basis）。

## 標示
在偏微分方程中常需要標示單項式。若用的變數是像{\displaystyle x_{1}}, {\displaystyle x_{2}}, {\displaystyle x_{3}}, ...之類用下標區隔的變數，則可以用多重指标表示，例如
{\displaystyle \alpha =(a,b,c)}
可以定義 
{\displaystyle x^{\alpha }=x_{1}^{a}\,x_{2}^{b}\,x_{3}^{c}}
以簡化標示。